# 2025年カナダ総選挙
2025年カナダ連邦議会選挙（2025ねんカナダそうせんきょ、英語: 2025 Canadian federal election）は、2025年4月28日にカナダで行われた議会（庶民院）議員の総選挙（第45期）である。

## 概要
2015年からカナダの首相を務め、長期政権を築いていたジャスティン・トルドーはコロナ禍以降の物価高騰などが理由となり支持率が低迷。さらに、隣国アメリカで大統領に就任したドナルド・トランプが、カナダに対して追加関税を課すことを表明したことへの対応をめぐって与党・自由党内で対立が発生し、トルドーは2025年1月6日には辞任を表明した。
トルドー政権下、CBCなどの世論調査では首相への批判の高まりから野党・保守党が圧倒的な支持率を記録していた。しかし、トルドーが辞任を表明した頃に自由党の支持率は回復し始め、トルドー辞任後の2025年カナダ自由党党首選挙で党首に就任したマーク・カーニーが、「カナダはアメリカの51番目の州になればよい」などと発言したことでカナダ国内での反発が高まっていたトランプに対して厳しい対応をとる姿勢を見せたことで自由党の支持率は急回復。一部世論調査では保守党を上回る結果を記録した。
この状況を受け、カーニーは首相就任から約1週間後の3月23日に当初の予定を前倒しして議会を解散した。保守党党首のピエール・ポワリエーヴルも自由党に対抗し「カナダ第一」を訴え、カーニーはトランプ大統領に対処する能力が不十分な指導者だと繰り返し批判した。

## 選挙データ

### 内閣
- 選挙時：マーク・カーニー内閣
  - 首相：マーク・カーニー（第30代）
  - 与党：カナダ自由党
- 選挙後：
  - 首相：
  - 与党：

### 解散日・公示日
- 2025年3月23日

### 投票日
- 2025年4月28日

### 改選数
- 343

### 選挙制度
- 単純小選挙区制

投票方法
秘密投票、単記投票、記号式
不在者投票制度：以下の条件に該当する有権者に対しては特別投票制度がある。
1. 国外に5年以上続けて居住し、選挙権を有するもので且つ、カナダに戻る意思のある者
2. 国内に居住しているものの、遠隔地に住んでおり、投票所が遠いなどの事情があって投票日に投票所に行けない者
3. カナダ国外に旅行や商用などで滞在中の者

選挙権
18歳以上のカナダ国民
被選挙権
18歳以上のカナダ国民
有権者数
28,525,638

## 選挙結果
多くのメディアがカナダ自由党の勝利を速報で伝えた。カナダ保守党は議席を伸ばしたものの、自由党相手には苦戦を強いられ引き続き第2党にとどまり、党首のピエール・ポワリエーヴルは落選した。また同じく落選した新民主党のジャグミート・シン党首はこの選挙結果を受けて辞任を表明した。
|        |                    |        |           |           |           |        |        |  |  |  |  |
| 党派   | 党派               | 党派   | 獲得 議席 | 増減      | 得票数    | 得票率 | 公示前 |  |  |  |  |
| 与党   | 与党               | 与党   | 170       | 18        | 8,595,498 | 43.76% | 152    |  |  |  |  |
|        |                    | 自由党 | 170       | 18        | 8,595,498 | 43.76% | 152    |  |  |  |  |
| 野党   | 野党               | 野党   | 173       | 9         |           |        | 182    |  |  |  |  |
|        |                    | 保守党 | 143       | 23        | 8,113,543 | 41.31% | 120    |  |  |  |  |
|        | ブロック・ケベコワ | 22     | 11        | 1,236,349 | 6.29%     | 33     |        |  |  |  |  |
|        | 新民主党           | 7      | 17        | 1,234,674 | 6.29%     | 24     |        |  |  |  |  |
|        | 緑の党             | 1      | 1         | 238,894   | 1.22%     | 2      |        |  |  |  |  |
|        | 人民党             | 0      | 増減なし  | 136,977   | 0.70%     | 0      |        |  |  |  |  |
|        | 無所属             | 0      | 3         | 39,498    | 0.20%     | 3      |        |  |  |  |  |
| 出典： |                    |        |           |           |           |        |        |  |  |  |  |